# Alfred Pellon
Pour les articles homonymes, voir Pellon.
Alfred Pellon (1874-1947) est un artiste lorrain de culture allemande. Poète et peintre messin, il est notamment l'auteur de "Gozel Garin" publié en 1942.

## Biographie
Alfred Pellon naît le 16 octobre 1874 à Metz, une ville de garnison animée de l'Alsace-Lorraine. Avec sa ceinture fortifiée, Metz est sur le point de devenir la première place forte du Reich allemand. Bohême et fantasque, le jeune Pellon étudie à l’Ecole municipale de dessin à Metz. Comme Edmond Louyot et bien d'autres artistes de cette génération, Pellon poursuit ensuite ses études à l’Académie des Beaux-Arts de Munich, de 1898 à 1902. Il y rencontre Léo Schnugg, Charles Spindler, Henri Beecke, ou encore le peintre alsacien Rinckenbach. Il devient ami avec Fernand Coustans pour lequel il crée un ex-libris.
De retour à Metz, Alfred Pellon peint des œuvres dans l’esprit du Jugendstil. Avec Rickenbach, il lance la revue "Jung-Lothringen" en 1902. Son atelier devient vite un lieu d’émulation pour les jeunes artistes lorrains. Avec le peintre Beecke, Alfred Pellon crée l’"Association des Artistes lorrains", exposant à Francfort, Leipzig, Baden-Baden, mais aussi en France, à Nancy. Voulant commémorer la naissance du poète Paul Verlaine en 1904, il se heurte à l’incompréhension de ses contemporains. Son esprit libre et fantasque déconcerte autant l'intelligentsia allemande, que les Lorrains francophiles. Alfred Pellon met pourtant sur pied une École des Arts décoratifs à Metz, où il enseigne jusqu’en 1919. Pendant cette période, Pellon travaille aussi à l'Opéra-théâtre de Metz, comme décorateur et conseiller artistique.
Bien que d'origine lorraine, Alfred Pellon quitte Metz en 1919, suivant la bourgeoisie allemande. Il s’expliquera plus tard, en reconnaissant qu’il était imprégné par la culture allemande, dont les œuvres de Goethe à Richard Wagner, en passant par celles de son contemporain Rainer Maria Rilke, le fascinaient. Établi en Allemagne, Alfred Pellon a pourtant vite la nostalgie de sa ville natale. Comme de nombreux réfugiés, Alfred Pellon se sent étranger dans cette nouvelle Allemagne, où la dépression économique semble sans fond.
Dans la nouvelle autobiographique « Gozel Garin, Chronik eines Lothringer Vaganten », Alfred Pellon écrira plus tard : « Nous autres Lorrains n’avons pas de Patrie ». La propagande du NSDAP exploitera malheureusement cette fibre régionaliste sincère, en publiant des poèmes de Pellon dans ses publications sur la Lorraine, jetant l'opprobre sur l'œuvre de cet artiste apatride. En proie à une nostalgie indicible pour sa terre natale, Alfred Pellon, qui se sentira Lorrain jusqu’à la fin de sa vie, décédera en 1947 à Baden-Baden.

## Œuvre
- Das Schicksal der Antonia Dediet, Pallas-Verlag Edmund Knaeps, Baden-Baden, 1948.
- Die falsche Jungfrau von Orleans, Westmarkverlag, Ludwigshafen, 1942.
- Gozel Garin, Chronik eines Lothringer Vaganten. Westmarkverlag, Ludwigshafen am Rhein, 1942.
- Elsässische und lothringische Dichter der jüngsten Vergangenheit (sous la direction de Franz Schultz), Wissenschaftliches Institut der Elsass-Lothringer im Reich, Goethe universität, Francfort-sur-le-Main, 1942.
- Unter Mirabellenbäumen, Lothringische Geschichten, Wilhelm Heyne Verlag, Dresden, 1941.
- Wissenschaft,Kunst und Literatur in Elsass-Lothringen 1871-1918, (sous la direction de Georg Wolfram), vol. III, Wissenschaftliches Institut der Elsass-Lothringer im Reich, Goethe universität, Frankfürt am Main, 1934.
- Seltsame Menschen, Aus dem Lothringer Land, Wissenschaftliches Institut der Elsass-Lothringer im Reich, Goethe universität, Francfort-sur-le-Main, 1929.
- Gedichte und Lothringer Volkslieder, Bär & Bartosch, Fribourg-en-Brisgau, 1925.

## Sources
- François-Yves Le Moigne, Histoire de Metz, Toulouse, Privat, 1986. (p. 367-368)